# Der Herr der Bestien
Der Herr der Bestien ist ein deutscher Abenteuer-Stummfilm aus dem Jahre 1921. Unter der Regie von Ernst Wendt spielen Carl de Vogt und Claire Lotto die Hauptrollen.

## Handlung
Die Geschichte beginnt in England. Bob Johnson hat sich in wenigen Jahren vom einfachen Bürodiener zum Privatsekretär des Ölbarons James Barker hochgearbeitet und dank seines Fleißes dessen Vertrauen erlangt. In dieser Zeit hat er Barkers Tochter Violet kennen gelernt, die einiges Interesse an dem strebsamen, jungen Mann zeigt. Der Chef hätte nichts dagegen, wenn sein Adlatus bei ihm um die Hand Violets anhalten würde. Barkers Ölfirma steht in starker Konkurrenz zur Firma Bending & Co., die in der Wahl ihrer Mittel nicht eben zimperlich ist. Deren Chef Bending erfährt an der Börse, dass seinem ärgsten Konkurrenten jüngst ein neues Ölfeld zum Kauf angeboten worden ist. Der Mann würde nur zu gern wissen, wie hoch der Preis ist, und um die entsprechenden Papiere einsehen zu können, besticht er den alten Bürodiener Barkers mit 3000 Pfund, auf dass dieser ihm die Papiere beschaffe. In einem Moment allgemeiner Unaufmerksamkeit entwendet der Bürodiener die Unterlagen aus dem Kassenschrank, zu dem normalerweise nur Barker und Johnson Zugang haben, schmuggelt sie aus der Firma und übergibt diese Bending. 
Sir Ernest Wood ist bis über die Knopfleiste verschuldet. Er weiß, dass ihn nur noch eine Ehe mit einer sehr betuchten Dame der Gesellschaft retten kann. Dabei kommt ihm Violet Barker in den Sinn. Umso mehr kommt es ihm zupass, dass sein stärkster Konkurrent um Violets Gunst, Bob Johnson, bald in den Verdacht gerät, als Langfinger und Verräter an den Interessen der Firma Barkers dazustehen. Wood befeuert diesen Verdacht durch einige gezielte Bemerkungen. Daraufhin entzieht Barker Johnson sein Vertrauen, und es kommt zu einem heftigen Wortwechsel zwischen Johnson und Wood, bei dem der junge Mann den Adeligen mit einem Fausthieb zu Bode schlägt. Als Wood nicht mehr aufsteht, nimmt Johnson an, er habe ihn getötet und flieht vom Tatort.
Johnson versteckt sich auf einem Segelschiff versteckt und lernt an Bord die Kapitänstochter Maud kennen. Das Schiff sticht in See und gerät bald in einen schweren Sturm. Der Kahn ist nicht mehr als zu seetüchtig und bricht prompt in der tosenden See auseinander. Maud, die sich in der kurzen Zeit mit Johnson an Bord in ihn verliebt hat, wird ebenso wie Johnson und zwei Matrosen gerettet. Alle vier können an einer zerklüfteten Küste wieder Land betreten. Mit einigen aus dem Wrack geretteten Habseligkeiten können die Schiffbrüchigen eine notdürftige Hütte als Unterkunft bauen. Der Urwald um sie herum birgt reichlich Gefahren und wirkt auf die vier Europäer recht gefährlich. Ein kaum zu hörender Hilferuf lässt Bob aufschrecken, da sieht er, wie eine Boa constrictor sich um den Hals von Maud gelegt hat und diese zu würgen beginnt. Mit Mühe können die drei Männer Maud aus diesem Würgegriff befreien. Als nächste wilde Bestie erweisen sich einige Löwen, die um die nur schwach befestigte und kaum zu sichernde Hütte schleichen, um Menschenfleisch auf den Speiseplan zu bekommen. Mit Feuer werden die Raubkatzen in die Flucht geschlagen.
In demjenigen Moment, in dem Bob und Maud die Gegend erkunden, überfallen mehrere Eingeborene die Hütte, ermorden die beiden Matrosen und stecken die Hütte in Brand. Aus der Ferne sehen Bob und Maud die Flammen lodern. Damit wird ihre letzte Habe ebenfalls ein Raub der Flammen. Bald haben die Eingeborenen auch sie entdeckt und verfolgen Maud und Bob durch den Dschungel. Hinter sich die Schwarzen und vor ihnen ein paar Löwen, sehen sich die beiden Europäer auf einer kleinen Brücke, die über einen reißenden Strom führt, in einer schier aussichtslosen Lage. An einem dünnen Seil lässt sich das junge Liebespaar von der Brücke in die Tiefe herab. Weiter geht es für die beiden in die Tiefe des undurchdringbaren Buschs, wo sie bald auf Mbuma stoßen, die Tochter eines Eingeborenenhäuptlings. Bob rettet dem Mädchen das Leben, als diese von einer Giftschlange gebissen wird. Nun haben Bob und Maud in ihr eine Fürsprecherin beim Stamm, zu dem Mbuma sie führt. Die beiden Engländer werden vom Stamm aufgenommen und gehen mit diesem auch auf Löwenjagden. Bei einem dieser Ausflüge bringt Bob auch einige Löwenjungen mit ins Dorf, die er aus lauter Langeweile und Übermut zu dressieren beginnt.
Eines Tages erreicht eine europäische Karawane das Dorf der Eingeborenen. Als diese wieder abzieht, schließen sich Bob und Maud diesen Leuten an. Mbuma will unbedingt ihren Lebensretter mit nach Europa begleiten und geht mit Bob. Daheim in England, hat sich der Fall um den Diebstahl der Barkerschen Geschäftspapiere längst geklärt, und Bob ist rehabilitiert. Der aber ist längst als „Herr der Bestien“ zu Zirkusruhm gekommen, denn er tritt nun als Löwen-Dompteur in allen großen Städten Europas auf. Auch Maud hat sich fortgebildet und verdient ihren Unterhalt als Trapezkünstlerin. Bei einer Luftnummer stürzt sie in die Tiefe und stirbt. Barker hat inzwischen Bob ausfindig gemacht und bittet um Verzeihung, da er diesem damals beim Diebstahlsverdacht nicht geglaubt habe. Violet hat ihren Bob nie vergessen und die Liebe zu ihm überdauerte die Zeit der Abwesenheit. Beide unternehmen einen Neubeginn.

## Produktionsnotizen
Der Herr der Bestien passierte am 6. August 1921 die Filmzensur und wurde am 19. August 1921 in Berlins Terra-Theater in der Hardenbergstraße (Motivhaus) uraufgeführt. Die Filmlänge des Fünfakters lag bei 1965 Metern, ein Jugendverbot wurde erteilt.
Franz Schroedter entwarf die Filmbauten.

## Kritiken
„Die Aufmachung, die Inszenierung, die Regie sowie Photographie ist das Schönste, das man je gesehen hat und durchaus großzügig in der technischen Ausführung. Die Darstellung ist auf der Höhe der deutschen Filmproduktion, die durch die ausgezeichnet guten Tierszenen ihn als einen erstklassigen Schlagerfilm bezeichnen.“